# Gabriele Papp
Gabriele Papp (11 aprile 1971) è un'ex sciatrice alpina austriaca.

## Biografia
Discesista pura originaria di Stuhlfelden, la Papp in Coppa del Mondo ottenne il primo piazzamento il 14 dicembre 1991 a Santa Caterina Valfurva (20ª), conquistò il miglior risultato il 7 marzo 1992 a Vail (18ª) e conseguì l'ultimo piazzamento il 14 marzo successivo a Panorama (29ª), sua ultima gara internazionale. Non prese parte a rassegne olimpiche o iridate.

## Palmarès

### Coppa del Mondo
- Miglior piazzamento in classifica generale: 80ª nel 1992

### Coppa Europa
- Vincitrice della classifica di discesa libera nel 1991[1]

### Campionati austriaci
- 1 medaglia[1]:
  - 1 oro (discesa libera nel 1992)